# براندون بروکس (ورزشکار)
براندون بروکس (انگلیسی: Brandon Brooks؛ زادهٔ april ۲۹, ۱۹۸۱ (۴۳ سال)) بازیکن واترپلو اهل ایالات متحده آمریکا است.